# كمال الدين سليمانا
كمال الدين سليمانا (بالإنجليزية: Kamal Deen Sulemana)‏ (مواليد 15 فبراير 2002) هو لاعب كرة قدم غاني يلعب في مركز الجناح في نادي نوردشيلاند.

## روابط خارجية
- كمال الدين سليمانا على موقع إي إس بي إن إف سي (الإنجليزية)
- كمال الدين سليمانا على موقع قاعدة بيانات كرة القدم.إي يو (الإنجليزية)
- كمال الدين سليمانا على موقع ليكيب (الفرنسية)
- كمال الدين سليمانا على موقع ناشيونال فوتبول تيمز (الإنجليزية)
- كمال الدين سليمانا على موقع Soccerbase.com (لاعب) (الإنجليزية)
- كمال الدين سليمانا على موقع Soccerway.com (الإنجليزية)
- كمال الدين سليمانا على موقع عالم كرة القدم.نت (الإنجليزية)
- كمال الدين سليمانا على موقع AS.com (الإسبانية)